# 武林巴士车厂
武林巴士车厂是由新加坡陆路交通管理局建造的第四个巴士车厂，位于裕廊西。2015年7月31日正式移交给经营26条巴士路线的英国巴士业者Tower Transit管理。占地约十公顷的车厂可容纳约500辆巴士，设有巴士添油及维修设施、巴士车长休息室和冷气餐厅等。